# Лиард
Вижте пояснителната страница за други значения на Лиард.
Лиард (на английски: Liard River) е река в северозападна Канада, територия Юкон, провинция Британска Колумбия и Северозападни територии, ляв приток на река Маккензи. Дължината ѝ от 1115 km ѝ отрежда 14-о място сред реките на Канада.

## Географска характеристика

### Извор, течение, устие
Река Лиард извира от планината Пели в територия Юкон, на 1519 м н.в. на 61°14′12″ с. ш. 131°37′39″ з. д. / 61.236667° с. ш. 131.6275° з. д., като първите 250 км тече на югоизток в територия Юкон и при град Лоуър Пост навлиза в провинция Британска Колумбия. Тук реката продължава на югоизток до град Лиард Ривър, от там постепенно завива на изток, североизток и север и на 9 км след устието на ливия ѝ приток река Ла Бийч навлиза в Северозападни територии. След като приеме отляво най-големия си приток река Саут Нахани Лиард завива на североизток и след около 150 км се влива отлява в река Маккензи при град Форт Симпсън на 121 м н.в.

### Водосборен басейн, притоци
Площта на водосборния басейн на реката е 277 100 km2, който представлява 15,4% от целия водосборен басейн на река Маккензи. На северозапад водосборният басейн на Лиард граничи с водосборния басейн на река Юкон, на югозапад — с водосборния басейн на река Стикин, двете реки течащи към Тихия океан. На юг и югоизток водосборният басейн на Лиард граничи с водосборния басейн на река Пийс, на изток — с река Хей и на североидток и север — с водосборните басейни на по-малки реки, вливащи се директно в река Маккензи.
Целият водосборен басейн на река Лиард попада в провинции Британска Колумбия и Албърта, територия Юкон и Северозападни територии.
Основните притоци на река Пийс са:
В територия Юкон:
- Франсес (ляв)
- Ранчерия (десен)

В провинция Британска Колумбия:
- Дийзи (десен, 265 км)
- Хайлънд (ляв)
- Кечика (десен, 230 км)
- Нилол (десен)
- Кол (ляв)
- Траут (десен)
- Тоуд (десен, 180 км)
- Скатър (ляв)
- Бивър (ляв)
- Дънидин (десен)
- Форт Нелсън (десен, 517 км)
- Ла Бийч (ляв)

В Северозападни територии:
- Котанийл (ляв)
- Петитот (десен, 404 км)
- Саут Нахани (ляв, 563 км)
- Поплар (десен)

### Хидроложки показатели
Многогодишният среден дебит на реката в устието ѝ е 2446 m3/s. Максималният отток е през юни-юли и достига до 7248 m3/s, а минималният е през януари-февруари – 412 m3/s. Подхранването на реката е предимно снегово. От октомври до май реката е скована от ледена покривка. Плавателна е до град Форт Лиард.

## Селища, транспорт
По цялото течение на Лиард има само 7 малки градчета – 2 в територия Юкон, 2 в провинция Британска Колумбия и 3 в Северозападни територии:
- Ъпър Лиард (132 жители);
- Уотсън Лейк (802 жители, на канадската автомагистрала „Аляска“);

- Лоуър Пост (113 жители, на канадската автомагистрала „Аляска“);
- Лиард Ривър (100 жители, на канадската автомагистрала „Аляска“);

- Форт Лиард (583 жители, в устието на река Петитот, в началото на плавателния участък на реката);
- Нахани Бют (120 жители, в устието на река Саут Нахани)
- Форт Симпсън (1283 жители, в устието на реката, на брега на Маккензи).

От град Лиард Ривър в Британска Колумбия до град Уотсън Лейк в територия Юкон, покрай левия бряг на реката преминава част от канадската автомагистрала „Аляска“.

## Откриване и изследване на реката
Устието на реката е открито в началото на юли 1789 г. от шотландския пътешественик Александър Маккензи, служител на компанията „Хъдсън Бей“, търгуваща с ценни животински кожи, по време на плаването му надолу по река Маккензи.
Истинското откриване на реката ства през юли и август 1831 г., когато друг служител на компанията „Хъдсън Бей“ Джон Маклауд (1795-1842), с още 8 спътници на 28 юни потеглят нагоре по реката и в средата на месец август достигат до устието на река Франсес.
Девет години по-късно, през 1840 г. Робърт Кемпбъл, служител на същата компания, открива и първи изследва най-горното течение на реката и изворите ѝ.